# Meitadella
Meitadella, oder Mitadella, war ein spanisches Flüssigkeitsmaß, besonders für Wein und Branntwein und galt in Katalonien.
- 1 Meitadella = 76 ½ Pariser Kubikzoll = 1 ½ Liter[1]
- 3 Meitadellas = 1 Cortarine
- 6 Meitadellas = 1 Arroba oder Cortane
- 72 Meitadellas = 1 Carga

Nach anderer Literatur war 
- 1 Carga = 12 Cortanes = 24 Cortarines = 72 Meitadellas = 6238,8 Pariser Kubikzoll = 123,756 Liter = 32,695 English Wine Gallons[2] ergibt errechnet 1,718 Liter.

Mehrere Bezeichnungen kennzeichnen das Maß: Citra oder Porron(e).
- Tarragona: 1 Porron = 1,083 Liter
- Barcelona: 1 Porron = 4 Petricons = 0,942 Liter